# Перу на Чемпіонаті світу з легкої атлетики 2017
Перу на Чемпіонаті світу з легкої атлетики 2017, що проходив з 4 по 13 серпня 2017 року в Лондоні (Велика Британія) було представлено 7 спортсменами.

## Результати

### Чоловіки
Трекові і шосейні дисципліни
| Спортсмен              | Дисципліна   | Забіги    | Забіги | Півфінал  | Півфінал | Фінал     | Фінал |
| Спортсмен              | Дисципліна   | Результат | Місце  | Результат | Місце    | Результат | Місце |
| ---------------------- | ------------ | --------- | ------ | --------- | -------- | --------- | ----- |
| Девід Торренс          | 1500 м       |           |        |           |          |           |       |
| Жан-П'єр Кастро        | Марафон      | Н/Д       | Н/Д    | Н/Д       | Н/Д      | DNF       | –     |
| Рауль Мачакай          | Марафон      | Н/Д       | Н/Д    | Н/Д       | Н/Д      | DNF       | –     |
| Сезар Аугусто Родрігес | Ходьба 20 км | Н/Д       | Н/Д    | Н/Д       | Н/Д      |           |       |

### Жінки
Трекові і шосейні дисципліни
| Спортсмен       | Дисципліна   | Фінал     | Фінал |
| Спортсмен       | Дисципліна   | Результат | Місце |
| --------------- | ------------ | --------- | ----- |
| Вілма Арісапана | Марафон      | 2:43:13   | 48    |
| Інес Мельчор    | Марафон      | 2:35:34   | 26    |
| Кімберлі Гарсія | Ходьба 20 км |           |       |